# سان کاسچیانو این وال دی پسا
سان کاسچیانو این وال دی پسا (به ایتالیایی: San Casciano in Val di Pesa) یک کومونه در ایتالیا است که در استان فلورانس واقع شده‌است. سان کاسچیانو این وال دی پسا ۱۰۸ کیلومتر مربع مساحت و ۱۶٬۸۰۲ نفر جمعیت دارد و ۳۱۰ متر بالاتر از سطح دریا واقع شده‌است.

## خواهرخوانده
شهرهای مورگان هیل، کالیفرنیا، نیورکرکان و Mahbes خواهرخوانده‌های سان کاسچیانو این وال دی پسا هستند.